# Mackinac megye
Mackinac megye az Amerikai Egyesült Államokban, azon belül Michigan államban található. Megyeszékhelye és legnagyobb városa St. Ignace. Lakosainak száma 10 834 fő (2020. április 1.). Mackinac megye Chippewa, Cheboygan, Charlevoix, Emmet, Luce, Schoolcraft és Presque Isle megyékkel határos.

## Népesség
A megye népességének változása:
| Lakosok száma | 11 087 | 11 065 | 11 121 | 11 061 | 10 890 | 10 834 |
|               | 2010   | 2011   | 2012   | 2013   | 2015   | 2020   |